# Kai Selvon
Kai Selvon (ur. 13 kwietnia 1992 w Arimie) – trynidadzko-tobagijska lekkoatletka, sprinterka.

## Osiągnięcia
| Rok  | Impreza                                           | Miejsce       | Konkurencja             | Lokata      | Wynik   |
| ---- | ------------------------------------------------- | ------------- | ----------------------- | ----------- | ------- |
| 2008 | CARIFTA Games                                     | Bassetterre   | bieg na 200 metrów      | 2. miejsce  | 24,14   |
| 2008 | Mistrzostwa świata juniorów                       | Bydgoszcz     | bieg na 100 metrów      | eliminacje  | 12,56   |
| 2008 | Mistrzostwa świata juniorów                       | Bydgoszcz     | sztafeta 4 × 400 metrów | eliminacje  | 3:38,14 |
| 2009 | CARIFTA Games                                     | Vieux Fort    | sztafeta 4 × 100 metrów | 3. miejsce  | 46,97   |
| 2009 | Mistrzostwa panamerykańskie juniorów              | Port-of-Spain | sztafeta 4 × 100 metrów | 3. miejsce  | 45,38   |
| 2009 | Mistrzostwa świata juniorów młodszych             | Bressanone    | bieg na 100 metrów      | ćwierćfinał | 12,09   |
| 2010 | Mistrzostwa Ameryki Środkowej i Karaibów juniorów | Santo Domingo | bieg na 200 metrów      | 2. miejsce  | 23,42   |
| 2010 | Mistrzostwa Ameryki Środkowej i Karaibów juniorów | Santo Domingo | sztafeta 4 × 100 metrów | 3. miejsce  | 45,55   |
| 2010 | Mistrzostwa Ameryki Środkowej i Karaibów juniorów | Santo Domingo | sztafeta 4 × 400 metrów | 2. miejsce  | 3:38,49 |
| 2010 | Mistrzostwa świata juniorów                       | Moncton       | bieg na 200 metrów      | 4. miejsce  | 23,58   |
| 2011 | CARIFTA Games                                     | Montego Bay   | sztafeta 4 × 100 metrów | 2. miejsce  | 45,80   |
| 2011 | Mistrzostwa panamerykańskie juniorów              | Miramar       | bieg na 200 metrów      | 2. miejsce  | 22,97   |
| 2011 | Mistrzostwa świata                                | Daegu         | bieg na 200 metrów      | półfinał    | 23,11   |
| 2011 | Mistrzostwa świata                                | Daegu         | sztafeta 4 × 100 metrów | -           | DQ      |
| 2012 | Igrzyska olimpijskie                              | Londyn        | bieg na 200 metrów      | półfinał    | 23,04   |
| 2012 | Igrzyska olimpijskie                              | Londyn        | sztafeta 4 × 100 metrów | -           | DNF     |
| 2013 | Mistrzostwa Ameryki Środkowej i Karaibów          | Morelia       | sztafeta 4 × 100 metrów | 2. miejsce  | 43,67   |
| 2013 | Mistrzostwa świata                                | Moskwa        | bieg na 200 metrów      | półfinał    | 23,21   |
| 2013 | Mistrzostwa świata                                | Moskwa        | sztafeta 4 × 100 metrów | eliminacje  | 43,01   |
| 2014 | IAAF World Relays                                 | Nassau        | sztafeta 4 × 100 metrów | 3. miejsce  | 42,66   |
| 2014 | Igrzyska Wspólnoty Narodów                        | Glasgow       | bieg na 100 metrów      | półfinał    | 11,59   |
| 2015 | IAAF World Relays                                 | Nassau        | sztafeta 4 × 100 metrów | 5. miejsce  | 42,88   |
| 2017 | IAAF World Relays                                 | Nassau        | sztafeta 4 × 200 metrów | 4. miejsce  | 1:32,63 |
| 2017 | IAAF World Relays                                 | Nassau        | sztafeta 4 × 400 metrów | –           | DQ      |

## Rekordy życiowe
- Bieg na 60 metrów (hala) – 7,20 (2012)
- Bieg na 100 metrów – 11,21 (2012) / 11,19w (2011)
- Bieg na 200 metrów – 22,85 (2012) / 22,65w (2013)
- Bieg na 200 metrów (hala) – 23,52 (2012)

18 sierpnia 2013 sztafeta 4 × 100 metrów Trynidadu i Tobago w składzie Kamaria Durant, Michelle-Lee Ahye, Reyare Thomas i Kai Selvon ustanowiła były rekord kraju w tej konkurencji (43,01).